# 33607 Archanamurali
33607 Archanamurali è un asteroide della fascia principale. Scoperto nel 1999, presenta un'orbita caratterizzata da un semiasse maggiore pari a 2,6101426 UA e da un'eccentricità di 0,1151849, inclinata di 8,47606° rispetto all'eclittica.